# Liste des présidents de la Société royale du Canada
Cette liste présente les présidents successifs de la Société royale du Canada (The Royal Society of Canada) (SRC) :
- 1882-1883 - John William Dawson
- 1883-1884 - Pierre-Joseph-Olivier Chauveau
- 1884-1885 - Thomas Sterry Hunt
- 1885-1886 - Daniel Wilson
- 1886-1887 - Thomas-Étienne Hamel
- 1887-1888 - George Lawson
- 1888-1889 - Sandford Fleming
- 1889-1890 - Raymond Casgrain
- 1890-1891 - George Monro Grant
- 1891-1892 - Joseph-Clovis-Kemner Laflamme
- 1892-1893 - John George Bourinot
- 1893-1894 - George M. Dawson
- 1894-1895 - James MacPherson Le Moine
- 1895-1896 - Alfred R. C. Selwyn
- 1896-1897 - Cornelius O'Brien
- 1897-1898 - Félix-G. Marchand
- 1898-1899 - Thomas C. Keefer
- 1899-1900 - William Clark
- 1900-1901 - Louis Fréchette
- 1901-1902 - James Loudon
- 1902-1903 - James A. Grant
- 1903-1904 - George T. Denison
- 1904-1905 - Benjamin Sulte
- 1905-1906 - Alexander Johnson
- 1906-1907 - William Saunders (scientifique)
- 1907-1908 - Samuel E. Dawson
- 1908-1909 - Joseph-Edmond Roy
- 1909-1910 - George Bryce
- 1910-1911 - R. Ramsay Wright
- 1911-1912 - William F. King
- 1912-1913 - William Dawson LeSueur
- 1913-1914 - Frank D. Adams
- 1914-1915 - Adolphe-Basile Routhier
- 1915-1916 - Alfred Baker
- 1916-1917 - Archibald B. Macallum
- 1917-1918 - William D. Lighthall
- 1918-1919 - Rodolphe Lemieux
- 1919-1920 - Robert F. Ruttan
- 1920-1921 - Arthur P. Coleman
- 1921-1922 - Duncan C. Scott
- 1922-1923 - J. Playfair McMurrich
- 1923-1924 - Thomas Chapais
- 1924-1925 - John C. McLennan
- 1925-1926 - William A. Parks
- 1926-1927 - James H. Coyne
- 1927-1928 - A. H. Reginald Buller
- 1928-1929 - Camille Roy
- 1929-1930 - Arthur S. Eve
- 1930-1931 - Charles Camsell
- 1931-1932 - Robert A. Falconer
- 1932-1933 - Francis E. Lloyd
- 1933-1934 - Léon Gérin
- 1934-1935 - W. Lash Miller
- 1935-1936 - Reginald W. Brock & George A. Young
- 1936-1937 - Lawrence J. Burpee
- 1937-1938 - Archibald G. Huntsman
- 1938-1939 - Victor Morin
- 1939-1940 - Henry Marshall Tory
- 1940-1941 - Robert C. Wallace
- 1941-1942 - Frederick W. Howay
- 1942-1943 - James Bertram Collip
- 1943-1944 - Olivier Maurault
- 1944-1945 - John K. Robertson
- 1945-1946 - Elwood S. Moore
- 1946-1947 - Harold A. Innis
- 1947-1948 - Walter P. Thompson
- 1948-1949 - Gustave Lanctôt
- 1949-1950 - Joseph A. Pearce
- 1950-1951 - John J. O'Neill
- 1951-1952 - Henry F. Angus
- 1952-1953 - Guilford B. Reed
- 1953-1954 - Jean Bruchési
- 1954-1955 - Edgar William R. Steacie
- 1955-1956 - George S. Hume
- 1956-1957 - William A. Mackintosh
- 1957-1958 - Thomas W. M. Cameron
- 1958-1959 - Pierre Daviault
- 1959-1960 - Henry G. Thode
- 1960-1961 - Merton Y. Williams
- 1961-1962 - Arthur R. M. Lower
- 1962-1963 - William H. Cook
- 1963-1964 - Maurice Lebel
- 1964-1965 - Léo Marion
- 1965-1966 - William Kaye Lamb
- 1966-1967 - Gerhard Herzberg
- 1967-1968 - James M. Harrison
- 1968-1969 - Léon Lortie
- 1969-1970 - Claude E. Dolman
- 1970-1971 - Roy Daniells
- 1971-1972 - Henry E. Duckworth
- 1972-1973 - John Tuzo Wilson
- 1973-1974 - Guy Sylvestre
- 1974-1975 - Claude Fortier
- 1975-1976 - Samuel D. Clark
- 1976-1977 - J. Larkin Kerwin
- 1977-1978 - Robert E. Folinsbee
- 1978-1981 - Robert E. Bell
- 1981-1984 - Marc-Adélard Tremblay
- 1984-1987 - Alexander G. McKay
- 1987-1990 - Digby J. McLaren
- 1990-1992 - Jules Deschênes
- 1992-1995 - John Meisel
- 1995-1997 - Robert Hall Haynes
- 1997-1999 - Jean-Pierre Wallot
- 1999-2001 - William Leiss
- 2001-2003 - Howard Alper
- 2003-2005 - Gilles Paquet
- 2005-2007 - Patricia Demers
- 2007-2009 - Yvan Guindon
- 2009-2011 - Roderick Macdonald
- 2011-2013 - Yolande Grisé
- 2013-2015 - Graham Bell
- 2015-2017 - Maryse Lassonde